# Isolina Porcell i Mas
Isolina Porcell i Mas (Barcelona, 1837 - ibídem, 23 de setembre de 1865) fou una actriu i soprano catalana.
Fou filla del músic Francesc Porcell i Guàrdia, nascut a Palma de família catalana, i de la cantant Caterina Mas i Monfredi, coneguda com a Caterina Mas-Porcell. Isolina va debutar amb 17 anys, l'any 1854, i va continuar cantant fins al 1862, habitualment al costat de la seva mare.
Al Gran Teatre del Liceu apareix el seu nom per primer cop en la temporada 1859-1860, debutant el dia 1 d'octubre de 1859 en L'assedio di Leida, d'Errico Petrella. Aquella temporada va participar en Il trovatore, I lombardi i La traviata, de Verdi, Lucia di Lammermoor, de Gaetano Donizetti i Saffo, de Giovanni Pacini. La temporada següent va participar en diverses òperes, entre les repeticions i les que interpretava de nou: Nabucco, de Verdi, i La muta di Portici (versió italiana de La Muette de Portici), de Daniel Auber. La temporada 1861-1862 va incloure en el seu repertori La favorita (en italià), de Donizetti, i Rigoletto, de Verdi. La temporada següent va afegir-hi Giuditta, d'Achille Peri, en la seva estrena al Liceu, La sonnambula, de Vincenzo Bellini, I due Foscari i Ernani, de Verdi. En la temporada 1863-1864, darrera temporada en la qual cantaria al Liceu, va participar, pel que fa a obres noves per a ella, en l'estrena al teatre de Jone, d'Errico Petrella, en la Norma, de Bellilni, Il giuramento, de Saverio Mercadante, Il ritorno di Columella, de Vincenzo Fioravanti i L'elisir d'amore, de Donizetti.
Va morir de tuberculosi el 23 de setembre de 1865. El seu pare li va dedicar un vals i una simfonia, anomenats Isolina. La seva mare va reaparèixer al Liceu, després de la mort de la filla, el 5 de desembre del mateix any interpretant Gli Ugonotti, de Giacomo Meyerbeer.